# رونی ادواردز (بازیکن فوتبال)
رونی ادواردز (انگلیسی: Ronnie Edwards؛ زادهٔ ۲۸ مارس ۲۰۰۳) بازیکن فوتبال اهل انگلستان است.

## تیم ملی
وی همچنین در تیم ملی فوتبال زیر ۱۹ سال انگلستان بازی کرده‌است.